# 8331 Dawkins
8331 Dawkins è un asteroide della fascia principale. Scoperto nel 1982, presenta un'orbita caratterizzata da un semiasse maggiore pari a 2,2734993 au e da un'eccentricità di 0,0985037, inclinata di 4,97394° rispetto all'eclittica.
L'asteroide è dedicato al biologo britannico Richard Dawkins.